# Đền Karnak
Quần thể đền Karnak, thường gọi tắt là đền Karnak, là một di tích nổi tiếng nằm ở thành phố Thebes, kinh đô cũ của Ai Cập. Di tích này gồm nhiều tàn tích của những ngôi đền, những bức tượng khổng lồ, những sảnh thờ và những tòa tháp. Trước đây có tên gọi là Ipet-isut (tạm dịch: "Nơi được chọn").
Việc xây dựng khu đền bắt đầu từ triều đại của vua Senusret I (Trung vương quốc). Mãi cho đến khi Ai Cập bị người Hy Lạp xâm lược thì ngôi đền vẫn được trùng tu và được xây dựng thêm. Ngày nay, quần thể đền Karnak nằm tọa lạc tại El-Karnak, thuộc tỉnh Luxor, cách Luxor 2,5 km về phía bắc.

Thành phố cổ Thebes và các di tích khảo cổ tại đó đã được UNESCO công nhận là di sản thế giới vào năm 1979.

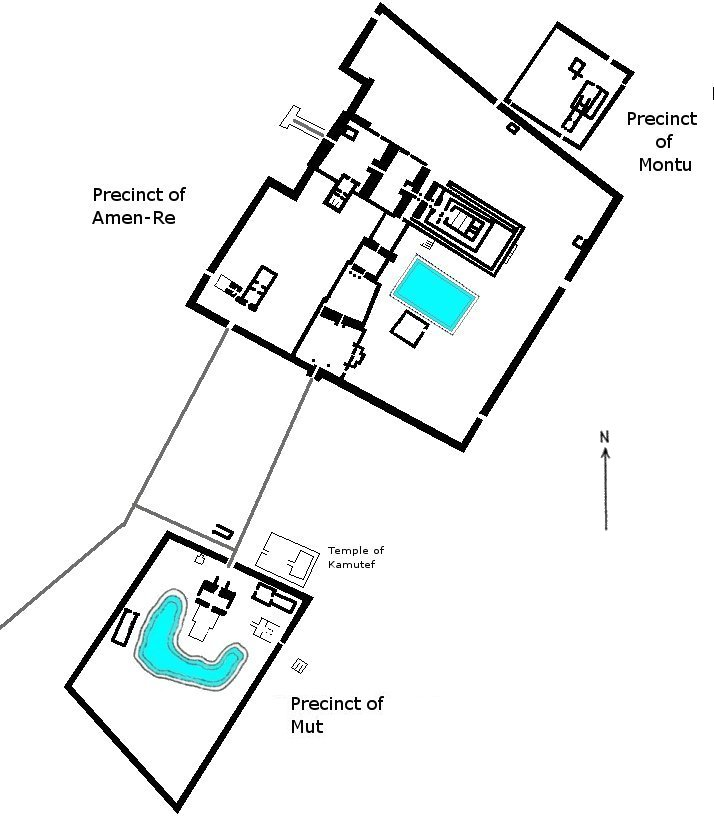
Sơ đồ toàn bộ khu vực Karnak

## Tổng quan
Trước thời kỳ Vương triều thứ 11, không có nhiều công trình được xây dựng tại vùng đất Thebes này, có chăng là những ngôi đền thuộc cỡ nhỏ và không mấy quan trọng dành để thờ thần Montu, vị thần chiến tranh của Thebes và nữ thần nguyên thủy Mut. Dưới triều đại thứ 11, Amun trở thành vị thần bảo hộ của Thebes thay cho Montu, dần dần kết hợp với vị thần mặt trời Ra, trở thành bộ đôi vị thần tối cao Amun-Ra. Nữ thần Mut trở thành vợ của Amun, thần mặt trăng Khonsu là con của hai người, được xem là Bộ ba Theban. Karnak từ đó trở thành vùng đất linh thiêng của các vị thần.
Một ngôi đền nhỏ xây theo hình bát giác là công trình được xây dựng sớm nhất có nhắc đến tên Amun-Ra. Ngôi đền này được xây dựng dưới thời vương triều thứ 11. Nhà nguyện trắng của vua Senusret I và khu đền thờ Amun-Ra (1 trong 4 phần chính của quần thể đền Karnak) là những dấu tích sớm nhất của đền Karnak.

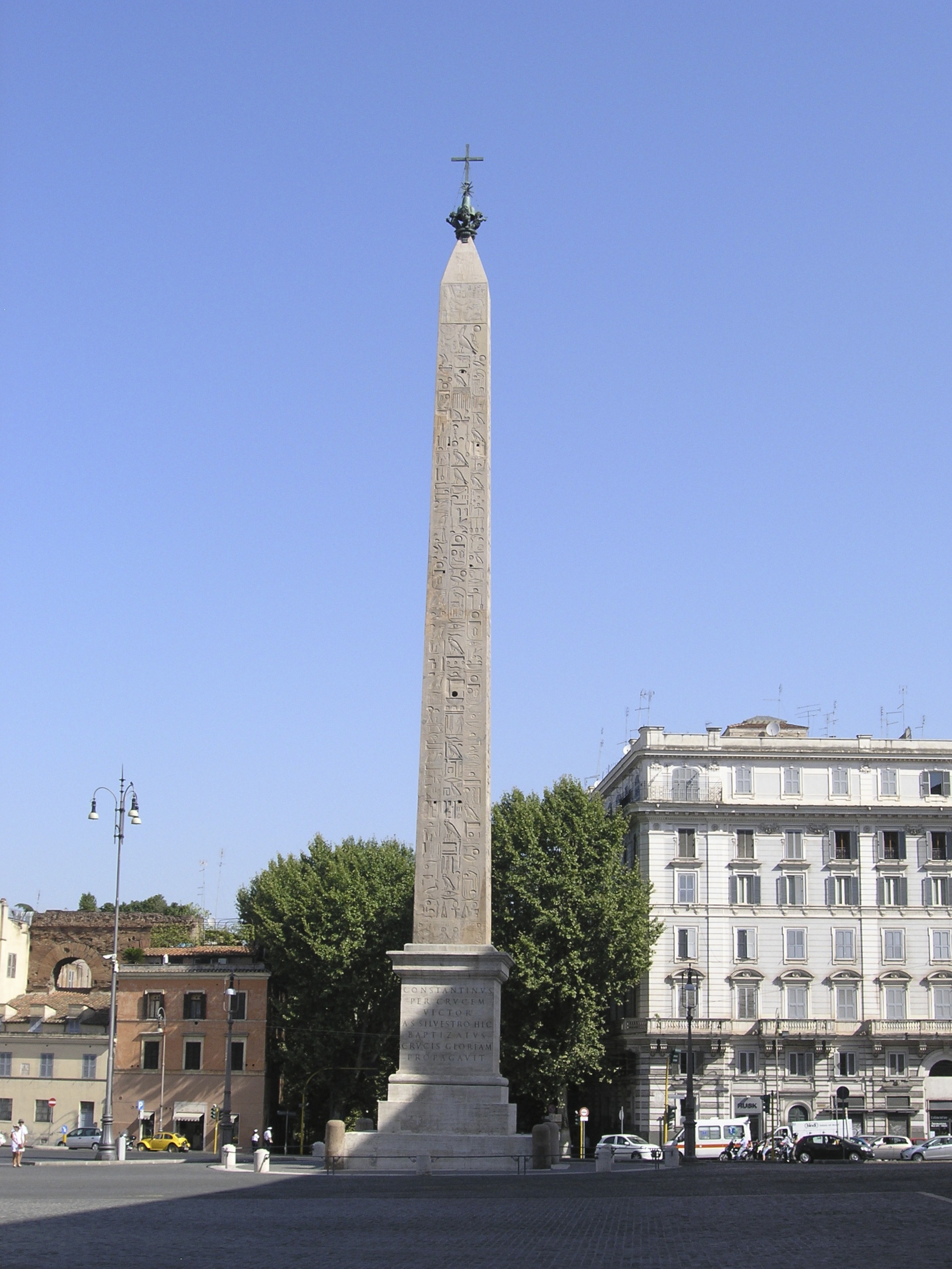
Cột tháp Lateran (Roma, Ý)

Đền thờ thần Mặt trời Ra luôn được ánh nắng chiếu rọi kể cả vào tiết đông chí.

## Lịch sử
Các triều đại của thời kỳ Tân vương quốc đã cho mở rộng ngôi đền thành một trung tâm tôn giáo lớn bởi sự thịnh vượng của Ai Cập cổ đại lúc bấy giờ.

### Vương triều thứ 18
Sự mở rộng ngôi đền được diễn ra trong suốt vương triều này. Amenhotep I đã cho xây dựng một nhà nguyện dành cho thần Amun bằng đá thạch cao tuyết hoa và một cổng đá vôi cao 20 cubit (gần 9m) ở phía nam của Karnak. Thutmosis I cho xây dựng tháp môn thứ tư, thứ năm và một bức tường vây quanh chúng. Ở giữa đó, ông cho xây một đại sảnh với các cột làm bằng gỗ tuyết tùng.
Cũng như cha mình, Thutmosis II cũng cho dựng một cổng đá vôi và một ngay trước tháp môn thứ tư, nhưng cổng đá lại chưa được hoàn thiện. Amenhotep II lại cho phá hủy cái cổng này và thay vào đó là cho dựng tháp môn thứ 3.

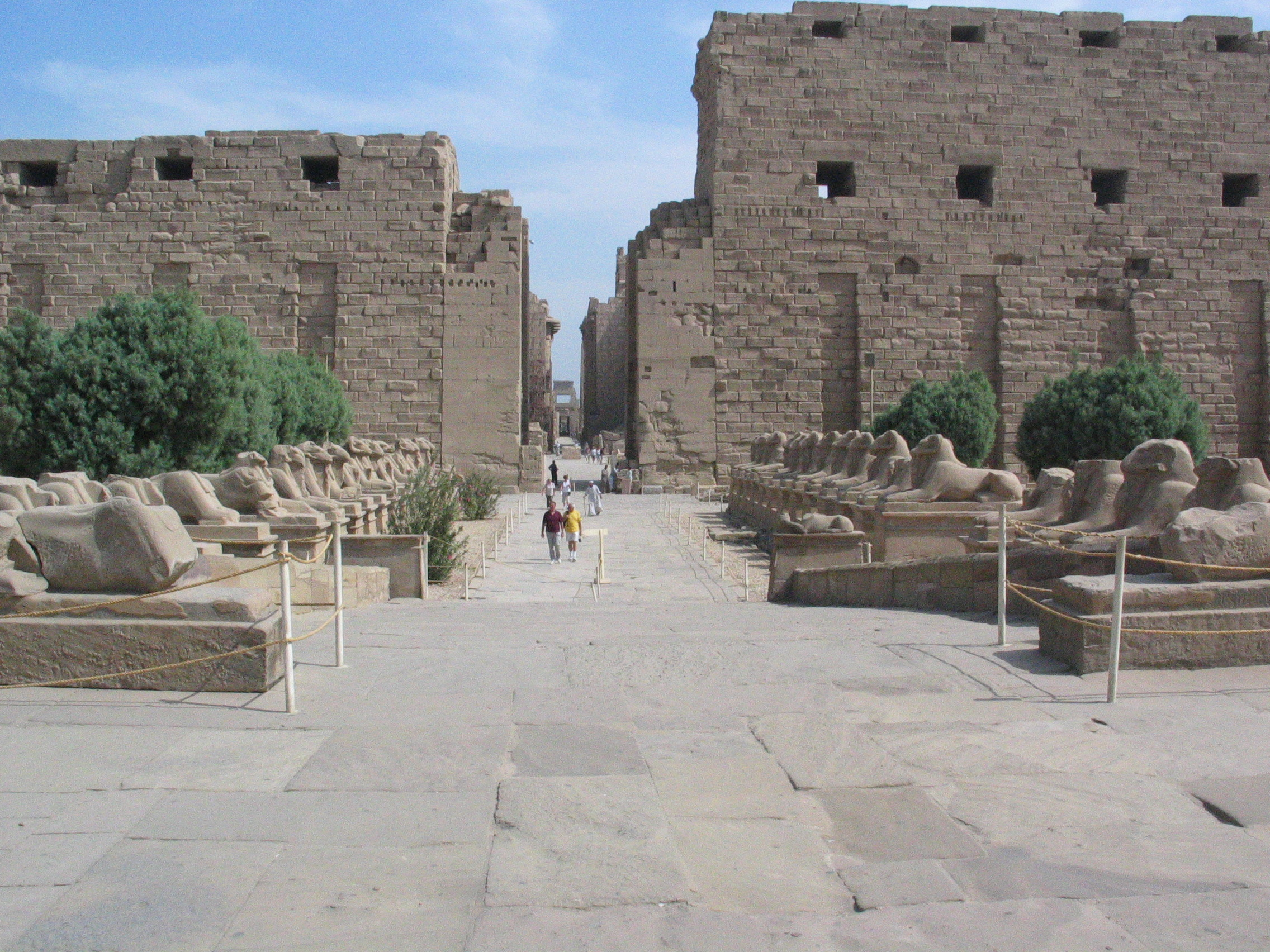
Tháp môn thứ nhất

Nữ hoàng Hatshepsut, cũng như cha và chồng bà, cũng cho người xây dựng những công trình tưởng niệm tại đây. Bà đã cho dựng hai cột tháp tưởng niệm, một tháp bị đổ, được cho là cao nhất thời đó và đã cho trùng tu lại đền thờ Mut vốn bị phá hủy bởi những người Hyksos. Một Nhà nguyện đỏ và 2 cột tháp cũng được xây dựng để kỷ niệm năm thứ 16 làm vua của Hatshepsut. Một cột tháp đã bị vỡ, hiện còn nằm tại Aswan, gọi là Tháp chưa hoàn thành.
Thutmosis III, con trai của Thutmosis II, đã cho xây dựng Đại sảnh lễ hội, được cho là "huy hoàng, lộng lẫy nhất trong những công trình tưởng niệm". Ông cũng cho xây thêm tháp môn thứ bảy (giữa tháp môn thứ tư và năm) và tháp môn thứ sáu (bị phá hủy bởi Akhenaten, Tutankhamun cho phục dựng lại), tiếp tục hoàn thành tháp môn thứ tám (còn dở dang dưới triều Hatshepsut) cùng nhiều công trình nhỏ khác. Tháp môn thứ sáu đã bị Horemheb chiếm đoạt bằng cách khắc hình ảnh và ghi tên của ông lên đó. Các nhà nghiên cứu cho rằng, Thutmosis III cũng đã cho hủy hoại nhiều di tích của Hatshepsut, người mẹ kế của ông, do bà đã nắm quyền điều hành trong những năm đầu cai trị của ông.

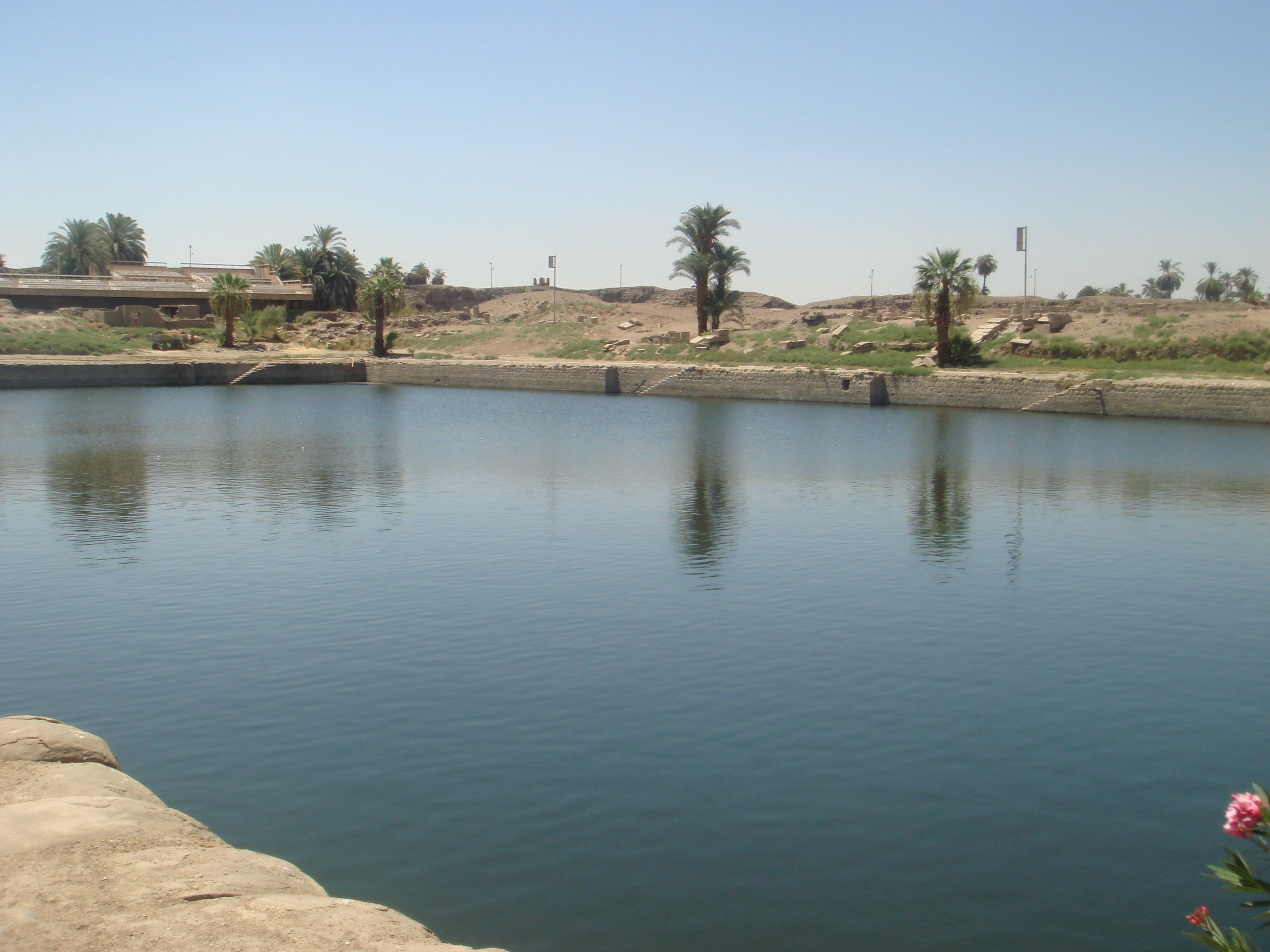
Hồ thiêng lớn của đền Amun-Re

Sau một thời gian bị bỏ hoang dưới triều đại Amarna của vua Akhenaten, người theo chủ nghĩa "độc thần", chỉ thờ duy nhất thần mặt trời Aten, việc tu bổ và xây dựng Karnak lại được thực hiện dưới thời Tutankhamun và Horemheb. Horemheb đã dựng tháp môn thứ hai, thứ chín và thứ mười. Tòa tháp thứ hai được xây vào những năm trị vì gần cuối của ông, về sau Ramesses I và II lần lượt chiếm giữ, đề tên mình vào đó. Riêng tòa tháp thứ mười, ông đã dùng những viên gạch từ đống đổ nát của ngôi đền Amenhotep IV để xây dựng nên nó.

### Vương triều thứ 19
Hai cha con Seti I và Ramesses II là người đã cho khởi công xây dựng Đại sảnh Hypostyle với 134 cột đá trên diện tích 5.000 m². Đây là công trình nổi bật nhất của quần thể đền Karnak.
Merneptah đã cho khắc một bài văn xuôi ("Bản khắc lớn Karnak") trên bức tường phía đông của sảnh Cachette kỷ niệm chiến thắng của ông với đám hải nhân. Đây là bản khắc dài nhất còn sót lại nhưng đã bị mất khoảng 1/3 nội dung. Con trai ông, Seti II đã cho dựng thêm hai cột tháp trước tháp môn thứ hai và xây thêm một nhà nguyện 3 cửa bằng sa thạch để thờ bộ ba Amun - Mut - Khonsu.

### Vương triều thứ 20

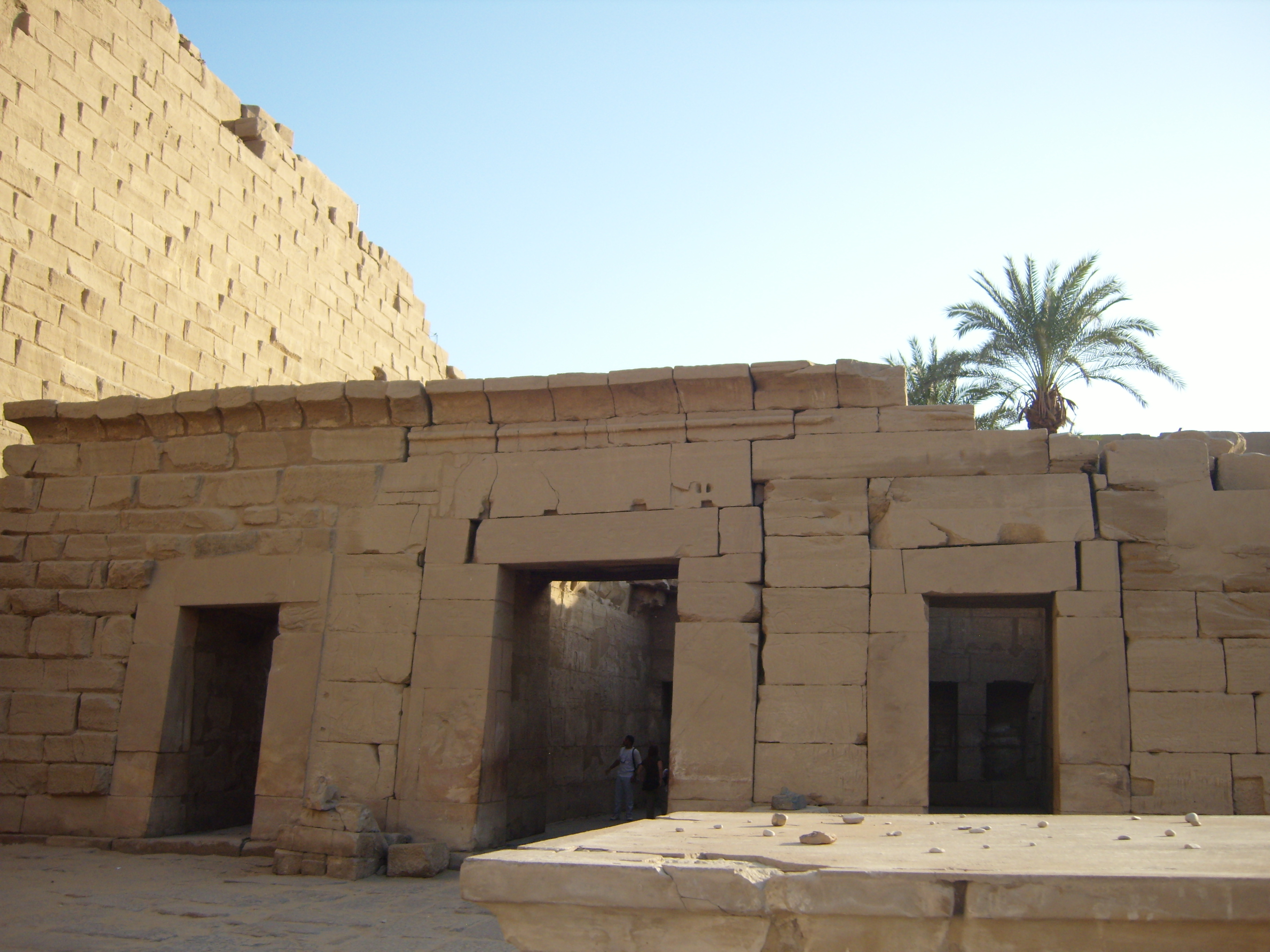
Nhà nguyện của Seti II

Sức mạnh của đế quốc Ai Cập suy giảm đã kéo theo việc xây dựng ít lại những công trình tại Thebes. Đền thờ thần Khonsu lại được xây dựng dưới thời Ramesses III và IV. Các đời vua sau cũng chỉ tập trung vào việc tu sửa và xây thêm những kiến trúc tại đền Khonsu.

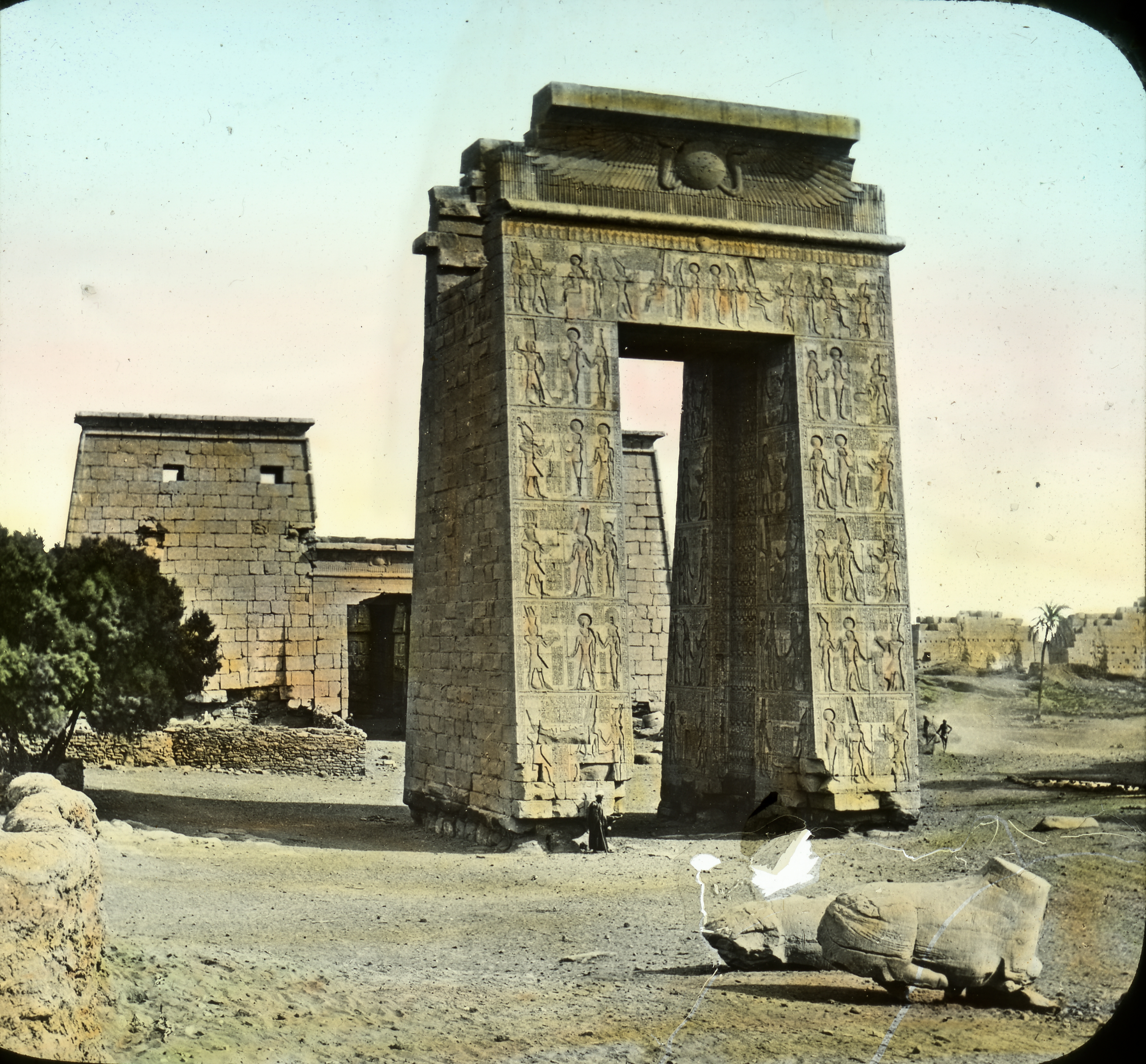
Cổng và một tháp môn tại đền Karnak

### Thời kỳ Chuyển tiếp thứ ba
Các vua thời này hầu như không có đóng góp gì nhiều cho Karnak, nhưng những Thầy tư tế cấp cao của Amun vẫn tiếp tục sửa sang lại ngôi đền của Khonsu, điển hình là Herihor và Pinedjem I.
Vua người Libya, Shoshenq I đã cho kỷ niệm các cuộc chinh phạt và các chiến dịch quân sự của mình bằng cách xây dựng cổng Bubastite ở giữa tháp môn thứ hai và đền thờ Ramesses III. Taharqa là vị vua duy nhất xây dựng thêm nhiều công trình lớn tại Karnak, được gọi là "Những công trình lớn của Taharqa", nằm giữa tháp môn thứ nhất và thứ hai.

### Thời kỳ Hậu nguyên
Sự thay đổi cuối cùng của kiến trúc quần thể Karnak là bổ sung thên tháp môn thứ nhất và xây thêm những bức tường bao quanh toàn bộ Karnak, đều được vua Nectanebo I của triều đại thứ 30. Tuy nhiên tháp môn thứ nhất vẫn chưa được xây xong. Từ năm 323 TCN trở về sau, đền Karnak gần như rơi vào tình trạng bỏ hoang.

## Các khu vực chính

### Đền Amun-Re

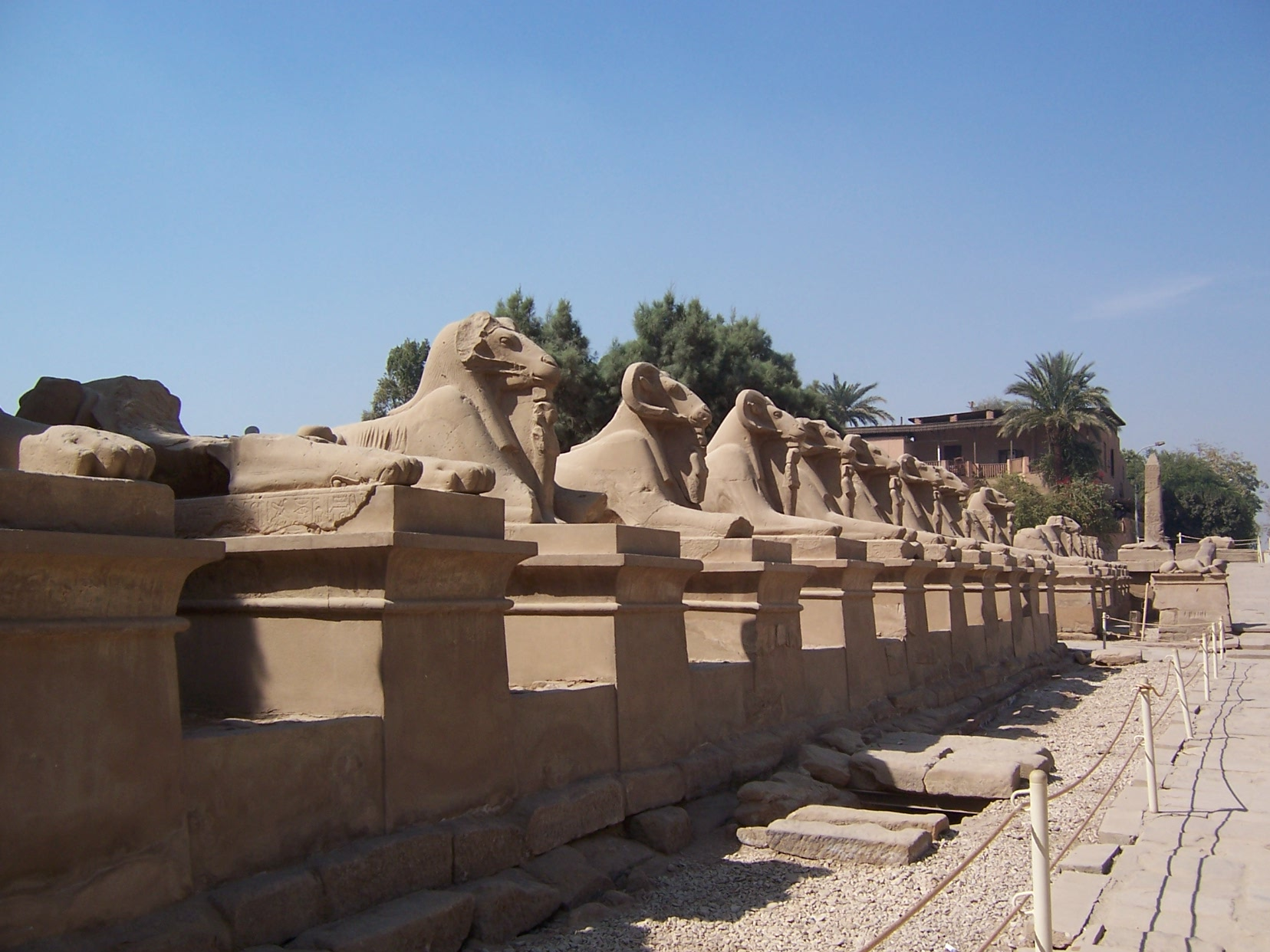
Dãy hành lang nhân sư đầu cừu, hiện thân của Amun

Đây là khu vực rộng lớn nhất trong khu phức hợp đền Karnak, được dành để thờ bộ đôi vị thần quan trọng Amun và Ra. Khu vực này chiếm khoảng 250.000 m². Những cái cột khổng lồ bằng sa thạch này, nguyên liệu của chúng được lấy từ vùng Gebel Silsila cách đó 100 dặm về phía nam sông Nile. Một bút tháp cao khoảng 29m (trước đây là 32.18m), nặng khoảng 330 tấn, được xem là cao và nặng trong tất cả các cột tháp tại đây, là tháp Lateran của Thutmose III, hiện đang ở Rome, thủ đô của Ý. Nhiều phần trong ngôi đền không cho phép du khách tham quan vì nơi đó đang được khai quật hoặc đang phục hồi, điển hình là ba tháp môn thứ 8, 9, 10. Những công trình và di tích trong khu vực này bao gồm:
- 10 tháp môn được xây dựng và tu sửa bởi các vương triều.
- Hai dãy hành lang nhân sư đầu cừu. Vì việc xây dựng tháp thứ nhất của vua Nectanebo I nên hai dãy tượng nhân sư bị dời đi. Chỗ chúng đứng chính là lối vào cổng tháp môn thứ hai ngày nay.
- Tiền sảnh lớn giữa tháp môn thứ nhất và thứ hai.
- Sảnh Cachette (sảnh thứ nhất). Nơi đây đã chôn hơn 900 bức tượng và được phát hiện bởi Georges Legrain năm 1903[24][25]. Ngoài ra còn ba sảnh nhỏ nữa.
- Cổng Bubastite của vua Shoshenq I[26].
- Đại sảnh Hypostyle của Seti I và Ramesses II.
- Đại sảnh lễ hội của Thutmose III.
- Nhiều cột tháp kỷ niệm của pharaoh Thutmose III và nữ hoàng Hatshepsut.
- Hồ thiêng lớn.

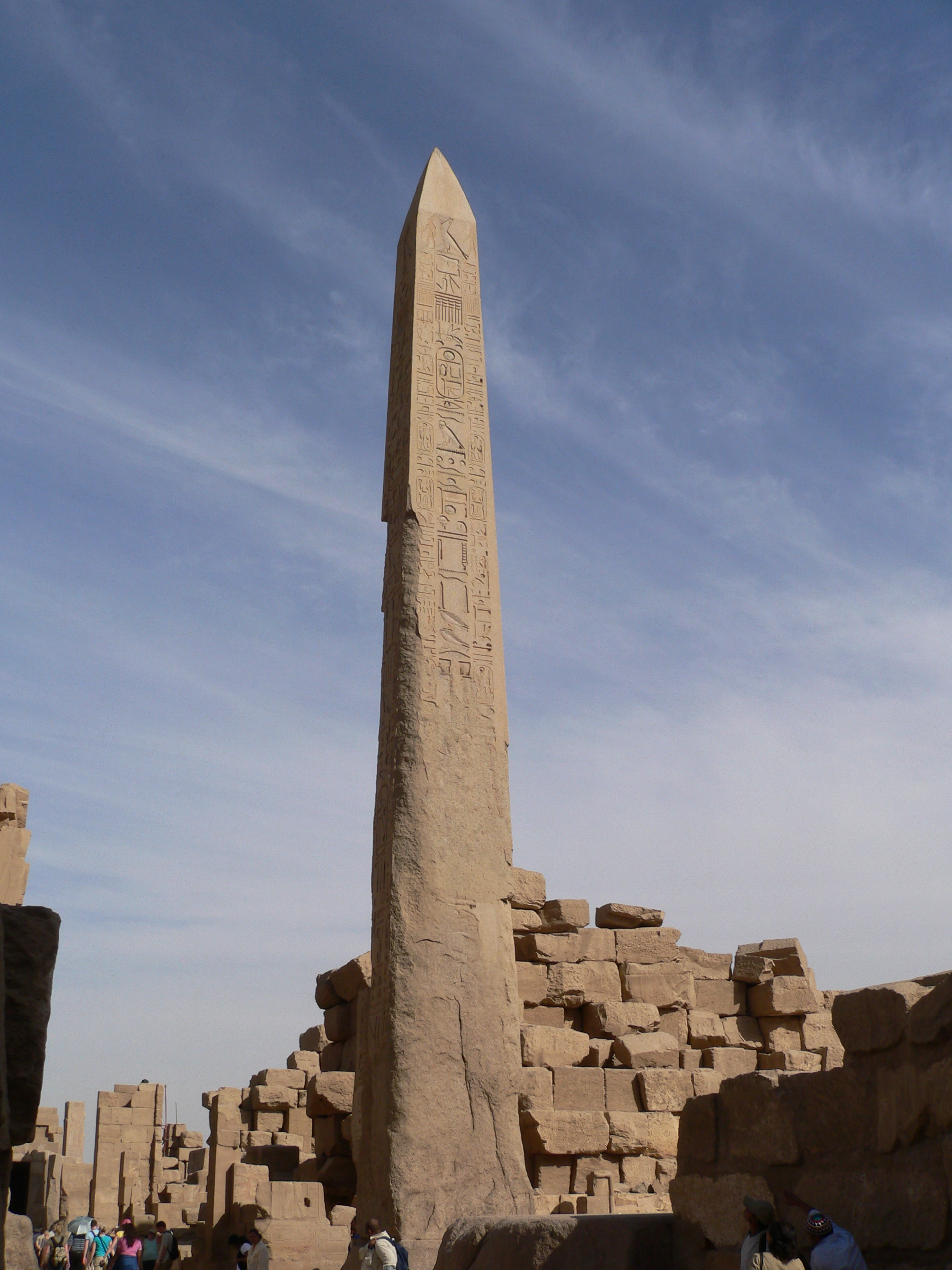
Cột tháp kỷ niệm của Thutmose I (giữa tháp môn thứ ba và tư)

Nhiều đền thờ nhỏ hơn cũng nằm trong khu vực:
- Đền thờ Ramesses II và Ramesses III.
- Đền thờ thần Ptah.
- Đền thờ thần Khonsu.
- Đền lễ hội Opet - nơi đăng quang của pharaoh và là nơi tổ chức lễ rước tượng của Bộ ba Theban.

Ngoài ra còn một khu bảo tàng ngoài trời là nơi tái thiết những di tích đã bị phá hủy hoặc bị chôn vùi trước đây:
- Nhà nguyện đỏ của nữ hoàng Hatshepsut, bị Thutmose III đập phá.
- Nhà nguyện trắng của vua Senusret I.
- Ngôi đền bằng đá canxit của Amenhotep II.

### Đền Mut

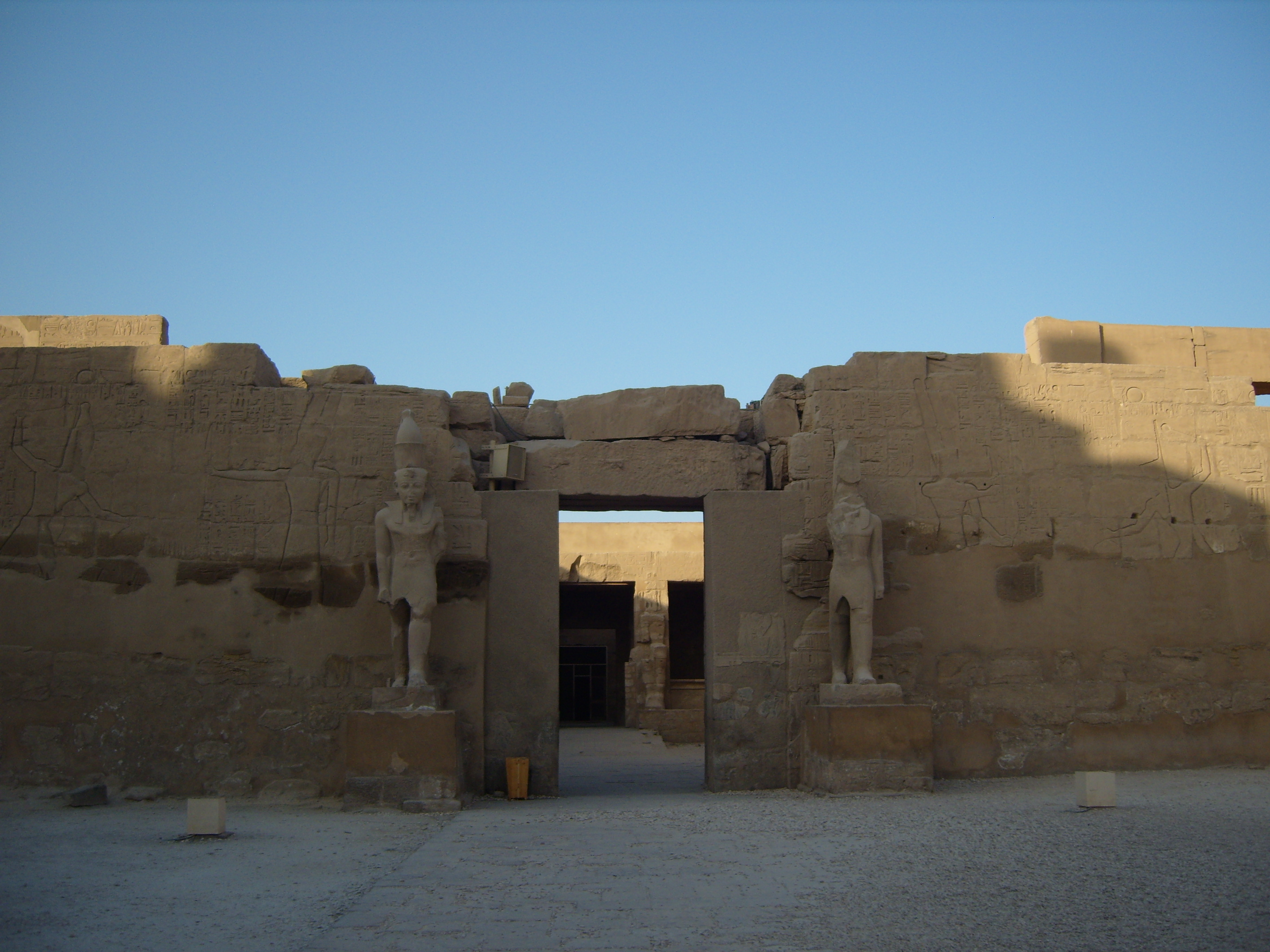
Lối vào chính của đền thờ Ramesses III

Thutmose II và III là người đã cho xây dựng khu đền này. Khu vực này chiếm khoảng 90.000 m², nằm ở phía nam của quần thể Karnak. Có ít nhất 6 ngôi đền được tìm thấy tại đây.
- Đền chính của nữ thần Mut và một hồ nước thiêng.
- Đền Contra, không rõ mục đích của ngôi đền này. Nhà nghiên cứu Fazzini nghĩ rằng đây có thể là một nơi dừng chân trước khi đi qua đền Mut[29].
- Đền A ở góc đông bắc, thờ Ramesses II và Amun-Ra. Có hai tấm bia đá được phát hiện. Một tấm đề cập đến công việc xây dựng đền A của Ramesses II và tấm còn lại nói về cuộc hôn nhân của ông với công chúa người Hittite.
- Đền B ở phía đông, bị hư hại nặng nhất.
- Đền C ở phía tây, Ramesses III xây dựng. Một số những hình ảnh trên chiến trường của ông được khắc trên những bức tường bên ngoài đền.
- Đền D được cất dựng bởi nhà Ptolemaios khi họ cai trị Ai Cập. Đền D chia làm 2 phòng: phòng trước để thờ Mut và phòng sau thờ tổ tiên của họ.
- Hồ thiêng Isheru.
- Rất nhiều bức tượng của nữ thần sư tử Sekhmet bằng đá granite đen dưới thời Amenhotep III được lưu giữ tại nhiều bảo tàng trên thế giới[30].
- 42 bức tượng nữ bằng gốm sứ được tìm thấy ở phía nam hồ thiêng.

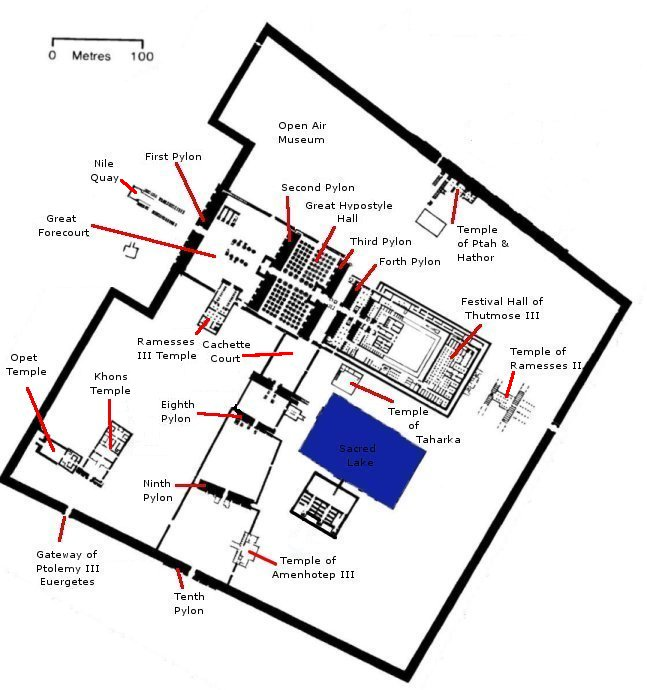
Sơ đồ khu vực đền Amun-Re

### Đền Montu
Đền thờ dành riêng cho thần chiến tranh Montu, nằm phía bắc khu đền Amun-Ra, chiếm khoảng 20.000 m². Sau khi Amun trở thành vua của các vị thần, thần tối cao của Ai Cập, Montu được Amun và Mut nhận làm con nuôi. Hầu hết các di tích ở đây đều bị hư hỏng khá nặng, vì thế ngôi đền này không mở cửa cho du khách tham quan. Nectanebo I đã cho dựng một bức tường thành bao quanh cả khu đền bằng gạch bùn.
- Đền chính của Montu. Amenhotep III đã cho ghi lại thời gian trị vì của mình và dành nơi này để thờ Montu-Re. Ramesses II cũng đã cho mở rộng thêm ngôi đền này bằng việc xây thêm một sảnh lớn và dựng 2 cột tháp.
- Đền thờ nữ thần công lý Ma'at, nơi xử tội những kẻ trộm mộ dưới triều Ramesses IX.
- Đền thờ Harpre là phần lớn nhất, xây dựng bởi vua Hakor triều đại thứ 29.

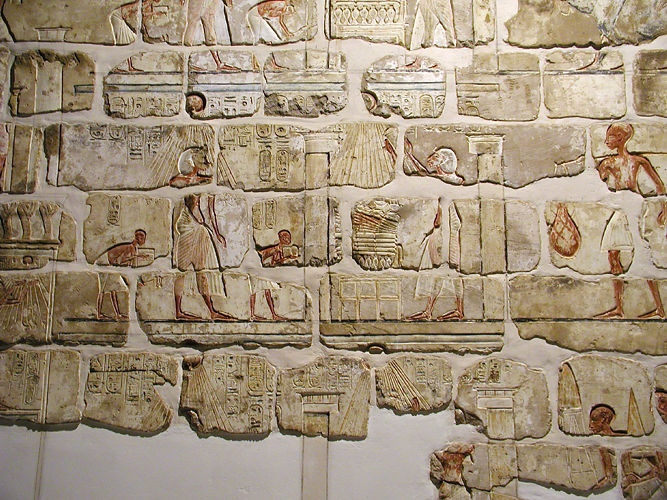
Những viên đá tảng, gọi là "talatat", từng được dùng để xây đền Gempaaten

### Đền Amenhotep IV
Amenhotep IV hay Akhenaton, vị vua theo "thuyết độc thần", cũng đã dựng cho mình một ngôi đền lớn bên trong phạm vi của phía đông Karnak, bên ngoài tường thành của khu vực Amun-Re. Ngôi đền đã bị phá hủy gần như là hoàn toàn bởi các vua đời sau. Việc xác định bài trí của ngôi đền gần như là không thể, một số ít tòa nhà nhỏ vẫn còn sót lại.
- Gempaaten: Những bức tượng bằng đá hoa cương đỏ và sa thạch của Akhenaten; một bức tượng nhân sư có ghi tên thần Aten được tìm thấy tại đây. Ngôi đền này đã bị hủy hoại hoàn toàn, những tàn tích còn sót lại cũng không chứa nhiều thông tin[31].
- Hwt benben: Nằm phía đông Karnak, dùng để thờ mặt trời, có liên quan đến đền Gempateen[32].
- Teni-menu: Gồm nhiều phòng, có thể là phòng kho, hoặc là nơi ở của gia đình hoàng gia, mặc dù không có bằng chứng cho điều này. Những bức tường của Teni-menu được dùng để xây tường tháp môn thứ chín[33].